# Struthio anderssoni
Struthio anderssoni je izumrla prapovijesna ptica neletačica iz roda nojeva, reda nojevki. Zbog toga što postoje samo njegovi fosili, ne zna se puno podataka o njemu. 